# San Francisco Huehuetlán
San Francisco Huehuetlán là một đô thị thuộc bang Oaxaca, México. Năm 2005, dân số của đô thị này là 1251 người.